# Estadio Antonio Guillén
El estadio Antonio Guillén es un estadio de fútbol ubicado en la ciudad de Concepción, Tucumán, Argentina. Tiene capacidad para alrededor de 12 000 espectadores.
El Concepción Fútbol Club hace de local en sus partidos por la Liga Tucumana de Fútbol y el Torneo Regional Federal Amateur.
Se encuentra ubicada entre las calles Shipton y Francia.

## Historia
El estadio lleva el nombre de «Antonio Guillen» en honor a un expresidente de la institución tucumana.
El 24 de marzo de 1984 el club inauguró el sistema de iluminación de su estadio con un partido amistoso ante el seleccionado de la Liga Tucumana de Fútbol.
El 27 de abril de 1986 Concepción Fútbol Club recibió en su estadio Antonio Guillén a Vélez Sarsfield, por un partido correspondiente la Liguilla Pre-Libertadores de América de ese año.